# Olivryggig dvärgspett
Olivryggig dvärgspett (Picumnus olivaceus) är en fågel i familjen hackspettar inom ordningen hackspettartade fåglar.

## Utseende
Olivryggig dvärgspett är liksom alla dvärgspettar en mycket liten hackspett som i formen mer påminner om en nötväcka. Näbben är kort och kilformad och stjärten är kort. Fjäderdräkten är anspråkslös, olivbrun ovan och ljusare under. Den mörka hjässan är översållad med vita fläckar. Hanen är orangefärgad på hjässans främre del, honan svart.

## Utbredning och systematik
Olivryggig dvärgspett delas in i sex underarter:
- Picumnus olivaceus dimotus – förekommer i låglandet i östra Guatemala, norra Honduras och östra Nicaragua
- Picumnus olivaceus flavotinctus – förekommer från Costa Rica till Panama och nordvästligaste Colombia (Chocó)
- Picumnus olivaceus olivaceus – förekommer i västra Colombia (Sucre), södra Anderna till Cauca och östra till Huila
- Picumnus olivaceus harterti – förekommer i sydvästra Colombia och västra Ecuador, anträffad i nordvästra Peru (Tumbes)
- Picumnus olivaceus eisenmanni – förekommer i västra Venezuela (Sierra de Perija) och angränsande Colombia
- Picumnus olivaceus tachirensis – förekommer i östra Anderna i Colombia och angränsande västra Venezuela (Táchira)

## Levnadssätt
Olivryggig dvärgspett hittas i olika skogsmiljöer, till och med vid skogsbryn och i trädgårdar. Den kryper runt smågrenar och klängväxter, ibland hängande upp och ner.

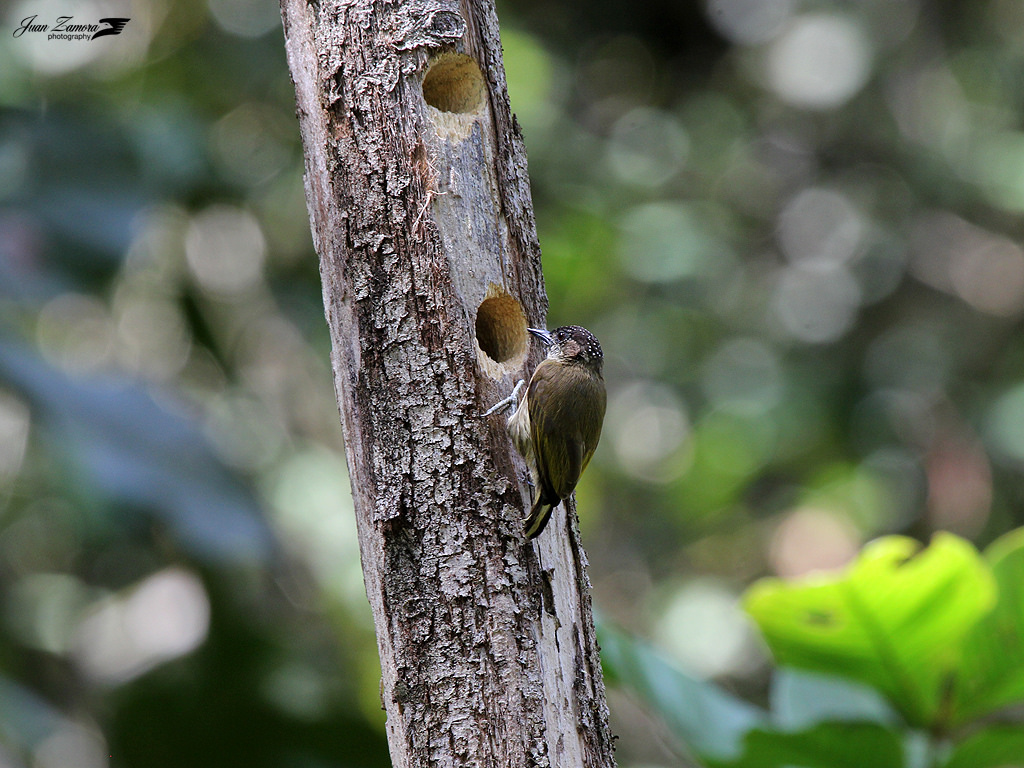

## Status och hot
Arten har ett stort utbredningsområde, men tros minska i antal, dock inte tillräckligt kraftigt för att den ska betraktas som hotad. Internationella naturvårdsunionen IUCN listar arten som livskraftig (LC). Beståndet uppskattas till i storleksordningen en halv miljon till fem miljoner vuxna individer.